# Rorà
Rorà (okszitán nyelven Rourà) egy 262 lakosú település Torino megyében, a Luserna-völgyben. A Pellice-völgyi Hegyi Közösség tagja.

## Demográfia
A népesség számának alakulása:

## Fordítás
- Ez a szócikk részben vagy egészben  a   Rorà című olasz Wikipédia-szócikk fordításán alapul.  Az eredeti cikk szerkesztőit annak laptörténete sorolja fel. Ez a jelzés csupán a megfogalmazás eredetét és a szerzői jogokat jelzi, nem szolgál a cikkben szereplő információk forrásmegjelöléseként.